# Lepeophtheirus longiabdominis
Lepeophtheirus longiabdominis är en kräftdjursart som beskrevs av Sueo M. Shiino 1960. Lepeophtheirus longiabdominis ingår i släktet Lepeophtheirus och familjen Caligidae. Inga underarter finns listade i Catalogue of Life.